# Amalia Kahana-Carmon
Pour les articles homonymes, voir Kahana et Carmon.
Amalia Kahana-Carmon (en hébreu : עמליה כהנא-כרמון) est une romancière, nouvelliste et essayiste israélienne née le 18 octobre 1926 dans le kibboutz Ein Harod et décédée le 16 janvier 2019 à l'âge de 92 ans.

## Biographie
Kahana fait ses études au lycée hébraïque Herzliya de Tel-Aviv, puis étudie la philologie et les sciences des bibliothèques à l'université hébraïque de Jérusalem.
Ses études sont interrompues par la guerre israélo-arabe de 1948 durant laquelle elle fait partie d'une unité de communication de la brigade HaNeguev du Palmah.
Elle quitte ensuite Israël et réside en Angleterre de 1951 à 1955, puis en Suisse de 1955 à 1957.
Kahana-Carmon publie son premier recueil de nouvelles (Sous le même toit) en 1966. Ce recueil reçoit de nombreux éloges de la critique et est considéré, en 2007, comme l'un des dix ouvrages littéraires les plus importants depuis la création d'Israël.
En raison de ses personnages de femmes qui souffrent dans un monde dominé par les hommes et de son style singulier, Kahana-Carmon est souvent comparée avec Virginia Woolf.
Elle a reçu les prix littéraires les plus prestigieux d'Israël : le prix Brenner en 1985, le prix Neuman en 1990, le prix Bialik en 1994, le prix ACUM en 1995, le prix du Président en 1997 et le prix Israël dans la catégorie la littérature en 2000.